# Parabitecta flava
Parabitecta flava är en fjärilsart som beskrevs av Erich Martin Hering 1926. Parabitecta flava ingår i släktet Parabitecta och familjen björnspinnare. Inga underarter finns listade i Catalogue of Life.